# André Claudot
Pour les articles homonymes, voir Claudot.
André Claudot, né le  14 février 1892 à Dijon et mort le 13 juin 1982 à Lœuilley (Haute-Saône), est un dessinateur, peintre, militant libertaire anticlérical, antimilitariste, puis socialiste.
André Claudot est un peintre « militant pour le bonheur et la fraternité des hommes ». Antimilitariste en 1914, dessinateur
politique dans la presse libertaire des années 1920, professeur à l'Institut National des Arts de Pékin, témoin du Front populaire, résistant, anti-colonialiste. Il est entre autres connu pour avoir enseigné à Li Keran, l'un des artistes chinois les plus populaires du XXè siècle.

## Biographie
Porteur d'un patronyme typiquement bourguignon, il fait ses études au lycée et aux Beaux-Arts de Dijon, et, boursier en 1909, entre aux Arts Décoratifs à Paris.
C’est là qu’il rencontre des militants anarchistes comme Pierre Martin, ancien compagnon de cellule de Kropotkine à Clairvaux.
Anticlérical, il devient libertaire. Un dessin, paru dans Le Libertaire en 1911, lui occasionne de gros ennuis,.
Fiché au Carnet B (des antimilitaristes), il est mobilisé en 1914, mais continue à collaborer durant (Ce qu’il faut dire de Sébastien Faure) et après le conflit à la presse libertaire : Le Libertaire, Clarté d'Henri Barbusse, La Revue anarchiste, La Jeunesse anarchiste, organe de la Fédération anarchiste communiste, , Le Raffût de Georges Cochon et Le Réfractaire, journal de l’association Les Amis de Louis Lecoin.
Démobilisé en 1919, il revient de Serbie où il a terminé la guerre, jusqu’à Dijon où il se marie et à Paris où il s’installe à La Ruche en 1920.
Artiste engagé dans un combat sur tous les fronts, il part en Chine en 1926 où il devient professeur à l’Institut National des Arts de Pékin au début de la Révolution, puis à l'Académie des arts de Chine (Hangzhou), où il a notamment comme élève Li Keran,. Il va quitter Pékin en 1928, après que sa classe a été supprimée et le directeur (Lin Fengmian) limogé (ce dernier se réfugie à Nankin). S'il est alors très lié à certains de ses étudiants révolutionnaires (il va assister à des exécutions en 1927), et que par bien des aspects le projet de l'école d'Hanzgou est lui-même révolutionnaire (plus d'inspiration libertaire que communiste), il quitte la Chine en 1930 à la fin de son contrat à Hangzhou. Depuis le début du XXIe siècle, ses paysages animés très représentatifs de la Chine de l'époque sont très appréciés des collectionneurs asiatiques dans les ventes aux enchères en France et en Asie.
En 1927 et 1928, il prend malgré tout depuis la Chine notamment part au Salon des indépendants et, en 1930, revient à Paris où il est initié en franc-maçonnerie à la loge Travail et vrais amis fidèles.
Dans les années vingt, à la Ruche (1920-1926, puis 1930-1932), puis à la Cité des artistes de Montmartre (1932-34), il réalise des portraits comme celui du sculpteur Mattia Léoni, son voisin d’atelier, qui partage ses idées libertaires, ceux de Michel Kikoïne, Pinchus Krémègne ou Albert Boucher (le fondateur de la Ruche), ainsi que ceux de Mathieu Battaglia ou du sculpteur lituanien Anton Joutsaytis par exemple.
Nommé professeur à l'École des Beaux-Arts de Dijon, il a notamment pour élève Maurice Boitel entre 1935 et 1940, jusqu'à ce que celui-ci soit mobilisé et demande à être affecté dans une unité combattante (alors que Claudot lui avait proposé de le faire affecter au service cartographique des Armées). Bienveillant avec ses élèves, il n'en était pas moins très directif et les incitait fortement  à imiter son style. Ceci explique que ceux qui étaient montés à Paris pour entrer dans un atelier à l'École Nationale des Beaux-Arts et faire ensuite une carrière dans la capitale, craignant qu'il ne continue à vouloir leur imposer ses vues, se sont abstenus de l'inviter à exposer avec eux dans les grands salons parisiens et les galeries en vue. Son caractère autoritaire, sa fierté et sa répugnance à solliciter quiconque ont ainsi maintenu ce grand artiste dans la capitale des anciens ducs de Bourgogne, ancienne capitale de l'Art...cinq cents ans plus tôt. C'est donc seulement plus de vingt ans après sa mort, que ses œuvres ont vu leur cote se multiplier par cent grâce aux amateurs chinois.
Révoqué par le régime de Vichy en septembre 1941, comme franc-maçon, il participe à la Résistance dans le Front national. Par la suite, il dénonce avec vigueur le franquisme, la guerre d'Algérie, la guerre du Vietnam. Désormais communiste, son engagement s'inscrit dans la Guerre froide. Il dénonce ainsi l'impérialisme américain et s'insurge contre 
En 1954, il crée rue Musette à Dijon où il habite, une école de peinture, L’Atelier et il est honoré d’expositions, notamment en 1978 à Pavillons-sous-Bois et en 1980 à Dijon, expositions couvrant ses travaux depuis 1914.
À 85 ans, toujours révolté et véhément, il raconte son itinéraire à l'historien du mouvement ouvrier Jean Maitron, dans un documentaire, « Écoutez Claudot », réalisé en 1978, par Bernard Baissat, film récompensé par le prix de la qualité du Centre National de la Cinématographie.
En 1982, quelques mois avant sa mort, la ville de Dijon accueille une nouvelle rétrospective sur le peintre (dans les salles annexes du musée). En 2021 (25 juin-20 septembre), une exposition (cette fois dans le musée des Beaux-Arts lui-même), retrace le parcours engagé de cet artiste dans son siècle, tout en témoignant du rôle qu'il a pu avoir en Chine dans les années vingt.
Deux facteurs expliquent que sa carrière de peintre n'ait pas rayonné de son vivant, alors qu'il était bien introduit dans les milieux artistiques de la capitale dès avant la Première Guerre mondiale: il n'a pas su choisir entre sa carrière de peintre et son engagement politique en perpétuel changement et sans but concret défini, qui a parasité son temps et son image. Son amour-propre mal placé a constitué un second handicap et son orgueil blessé apparaît bien dans le documentaire rétrospectif cité plus haut.

## Œuvres
- La Rue (1923), dans le cadre de l'exposition La Ruche, cité des artistes – 1902-2008, Palais Lumière d’Évian, 7 février - 10 mai 2009, dossier de presse pdf.
- André Claudot : 60 œuvres de 1914 à 1980, Imprimerie Cricadi, 1981.

## Cinéma
- Bernard Baissat, avec Jean Maitron, Écoutez Claudot, peintre engagé, 16 mm, 52 min, 1978, notice, voir en ligne.
- Bernard Baissat, André Claudot, artiste peintre, 60 minutes, 1979, notice, voir en ligne.